# Các bệnh có thể phòng ngừa bằng vắc-xin
Một căn bệnh phòng ngừa bằng vắc-xin là một bệnh truyền nhiễm được phòng ngừa hiệu quả bằng một loại vắc-xin hiện đang có. Nếu một người bị nhiễm một bệnh có thể phòng ngừa bằng vắc-xin nhưng lại bị chết bởi căn bệnh này, cái chết đó được xem là cái chết có thể phòng ngừa bằng vắc-xin.
Các bệnh phổ biến nhất và nguy hiểm có thể phòng ngừa, và được theo dõi bởi Tổ chức Y tế Thế giới (WHO) là: bệnh bạch hầu, bệnh nhiễm trùng do Hib (Haemophilus Influenzae type b), viêm gan siêu vi B, sởi, viêm màng não, quai bị, ho gà, bại liệt, rubella, uốn ván, lao và sốt vàng.  WHO công bố danh sách những loại vắc-xin được cấp phép hiện có sẵn để ngăn chặn, góp phần phòng ngừa và kiểm soát, của 26 bệnh có thể phòng ngừa bằng vắc-xin.

## Bối cảnh
Năm 2012, Tổ chức Y tế Thế giới ước tính tiêm chủng đã phòng ngừa 2,5 triệu ca tử vong mỗi năm. Với tiêm chủng vắc-xin 100%, và đạt 100% hiệu quả, một trong bảy trường hợp tử vong ở trẻ nhỏ sẽ được ngăn chặn, chủ yếu ở các nước đang phát triển, đây đã trở thành vấn đề sức khỏe toàn cầu quan trọng. Bốn căn bệnh chịu tránh nhiệm cho 98% ca tử vong do vắc-xin phòng ngừa có: sởi, Haemophilus influenzae huyết thanh b, ho gà và uốn ván sơ sinh.
Chương trình Immunization Surveillance, Assessment and Monitoring của WHO giám sát và đánh giá tính an toàn và hiệu quả của các chương trình và vắc-xin trong việc giảm bệnh tật và tử vong do các bệnh có thể phòng ngừa bằng văcxin.
Các trường hợp tử vong do vắc-xin phòng ngừa thường gây ra bởi không có vắc-xin kịp thời. Điều này có thể do những khó khăn về mặt tài chính hoặc thiếu khả năng tiếp cận vắc-xin. Một loại vắc-xin khuyến cáo chống chỉ định cho một số ít người do cơ địa dị ứng nghiêm trọng hoặc hệ miễn dịch bị tổn thương. Ngoài ra, một loại vắc-xin chống lại một căn bệnh nhất định có thể không được khuyến khích sử dụng rộng rãi trong một quốc gia cụ thể, hoặc chỉ được khuyến cáo cho một số nhóm quần thể nhất định, như trẻ nhỏ hoặc người lớn tuổi. Mỗi quốc gia đều đưa ra các khuyến nghị chủng ngừa riêng dựa trên các bệnh phổ biến trong khu vực và chăm sóc sức khỏe ưu tiên. Nếu một bệnh có thể phòng ngừa bằng vắc-xin nhưng không phổ biến ở một quốc gia, thì người dân của quốc gia đó thường sẽ không nhận được vắc-xin. Ví dụ, người dân ở Canada và Hoa Kỳ thường không nhận được vắc-xin phòng ngừa sốt vàng, khiến họ dễ bị nhiễm trùng nếu đi đến những khu vực có nguy cơ sốt vàng cao nhất (những vùng đang lưu hành hoặc chuyển tiếp bệnh dịch).

## Danh sách các bệnh phòng ngừa bằng vắc-xin

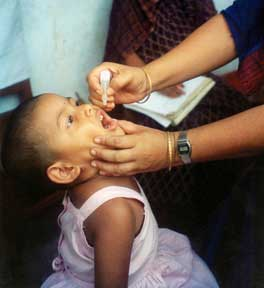
Một em bé được chủng ngừa bại liệt.

WHO liệt kê danh sách 25 căn bệnh hiện đang có sẵn vắc-xin:
1. Bệnh tả
2. COVID-19
3. Bệnh dengue[7]
4. Bạch hầu
5. Viêm gan, bao gồm viêm gan A và viêm gan B
6. Haemophilus influenzae type b
7. Nhiễm virus papilloma ở người
8. Cúm
9. Viêm não Nhật Bản
10. Sốt rét[8]
11. Sởi
12. Viêm màng não do não mô cầu
13. Quai bị
14. Ho gà
15. Bệnh phế cầu
16. Bại liệt
17. Bệnh dại
18. Virus rota
19. Sởi Đức
20. Uốn ván
21. Viêm não do ve gây ra
22. Lao
23. Thương hàn
24. Thủy đậu và bệnh zona
25. Sốt vàng

## Các bệnh phòng ngừa bằng vắc-xin, không nằm trong danh sách của WHO
Cũng có một số bệnh có thể phòng ngừa được bằng vắc-xin, nhưng không nằm trong danh sách của WHO, có thể do hiện tại vắc-xin không đảm bảo tiêu chuẩn, hoặc bệnh những căn bệnh này không còn là mối đe dọa nữa.
1. Bệnh than[9]
2. Dịch hạch
3. Q fever
4. Đậu mùa

Các bệnh có thể phòng ngừa được bằng vắc xin đã được chứng minh trong phòng thí nghiệm trên các động vật khác
Enterococcus gallinarum trên chuột, (bệnh tự miễn dịch) 
- Enterococcus gallinarum trên chuột, (bệnh tự miễn)